# Segregara transvaalensis paucispinulosus
Segregara transvaalensis paucispinulosus là một phân loài nhện trong họ Idiopidae.
Loài này thuộc chi Segregara. Segregara transvaalensis paucispinulosus được J. Hewitt miêu tả năm 1915.